# José Luis Sánchez (voetballer)
José Luis Sánchez  (Buenos Aires, 26 mei 1974 –   Gregorio de Laferrere, 8 januari 2006) was een Argentijnse voetballer. 
Hij begon zijn carrière bij Deportivo Laferrere in de tweede divisie. In zijn eerste seizoen degradeerde hij met de club. In 1997 verkaste hij naar El Porvenir, waarmee hij naar de tweede divisie promoveerde. Na nog een overstap bij het Uruguayaanse Bella Vista maakte hij eindelijk carrière bij Banfield. Met deze club speelde hij de eerste internationale wedstrijden van de club in 2004 en 2005 en werd met hen vicekampioen in 2005. Hierna keerde hij terug naar Laferrere.
Sánchez overleed op 8 januari 2006 na een motorongeval. Volgens de politie kreeg hij een ongeval nadat hij een wheelie probeerde uit te voeren.